# Позориште „Драгољуб Милосављевић Гула”
Позориште „Драгољуб Милосављевић Гула” је правни наследник Аматерског позоришта „Бата Булић” при Културно-просветном центру Петровцу на Млави.
На иницијативу и предлог глумаца, техничке екипе и сарадника петровачког позоришта, Управни одбор Културно-просветног центра Петровац на Млави донео је одлуку о промени назива Аматерског позоришта „Бата Булић“ у Позориште „Драгољуб Милосављевић Гула, у част истакнутог позоришног, филмског и телевизијског глумца југословенске сцене који је родом из Петровца на Млави.

## Историјат
По запису који је оставио Живојин Жика Миловановић, глумац, позориште је основано јануара 1908. године, као Дилетантско позориште Млава. Чин оснивања позоришта обављен је у хотелу Сарић (потом Бајлони, а данас биоскоп), који је касније био и место извођења свих представа из тог доба. Од самог оснивања Дилетантско позориште Млава је имало свој репетоар, који је редовно игран и који је бројао више представа већ у првим годинама.
Како је то у својим сећањима записао, глумачка легенда, Живојин Жика Миловановић (1900-1982), који је био члан позоришта од своје петнаесте године, дакле од 1915. позориште у Петровцу је основано јанура 1908. године, као Дилетантско позориште „Млава“. Најстарији материјални доказ о раду позоришта у Петровцу на Млави је фотографија из представе „Пепељуга“, снимљена 1912. године.
Није тачно познато ко је био први руководилац позоришта али се претпоставља да је то, највероватније, био Живко Ђорић, један од оснивача позоришта, који је и писао за позориште.
Од 1927. године на чело позоришта долази професор Драгољуб Ђурић(1897-1977), на чију иницијативу позориште мења име у Аматерско позориште „Млава“. У годинама пред Други светски рат на чело позоришта долази учитељ Владимир Пешић (1908-1986), који је додао ветар у једра мало посусталом позоришту.
После Другог светског рата позориште ради као драмска секција у оквиру новооснованог КУД Абрашевић на чијем је челу био Никола Цапут.
Године 1950. Куд Абрашевић мења име у КУД Бата Булић, а за председника долази Душан Шимић, професор, да би га 1954. године наследио Војислав Милошевић, после њега на челу позоришта кратко је био судија Драгутин Миливојевић. Од 1956. г. када се позориште издваја од КУД-а, и наставља живот као Аматерско позориште Бата Булић, па до 1958. председник је Здравко Николић, председник Општинског суда, затим следе руководиоци Бранко Лазић, професор књижевности, Веселинка Станковић, Радиша Драгојевић, дипл. политиколог, Живота Савић, наставник, Миодраг Лукић, наставник музике. Данас позориште ради у оквиру КПЦ Петровац као Позориште Бата Булић.
Као Дан позоришта установљен је 12. јануар.

### Оснивачи
- Живко Ђорић, студент права, потоњи адвокат
- Стеван Стојановић, председник општине
- Велимир Кузмановић, срески начелник
- Драгољуб Живковић-Монтињоза, хотелијер за отмену господу
- Стеван Ружић, секретар општине
- Милутин Поповић, школски надзорник
- Драгољуб Филиповић Фића, учитељ и песник
- Сарић Томислав, хотелијер
- Чоктан Петар, кафеџија
- Филип Ђорић, ученик
- Ђорђевић Александар, телеграфиста
- Мика Миловановић Кицош, порезник
- Мика Димитријевић, полицијски писар
- Живка Жика Миљковић, учитељица

## Истакнути глумци
- Живојин Жика (Савин) Миловановић (1900-1982), банкарски чиновник
- Драгутин Гуца Поповић 1903-1985), каменорезац
- Косара Кока Ђорђевић (1908-1985)
- Александар Тане Николић (1923-1998), стоматолог
- Верослава Вера Живковић (1927), службеник
- Спиридон Пацикас (1925—1976), посластичар
- Момчило Стевић (1929), дипломирани правник
- Живота Савић (1942), наставник
- Добривоје Петровић Боња (1948), дипломирани хемичар, спец. медицинске биохемије
- Мирослав Мића Живадиновић (1950), економиста

## Режисери
- Живко Ђорић (1887-1948), адвокат
- Драгољуб Ђурић (1897-1977), професор историје
- Рајко Селинкић
- Милан Орловић, Првак драме Загребачког казалишта
- Станимир Тонић (1902-1984), апотекар
- Пјер Тошић, фирмописац
- Живојин С. Миловановић (1900-1982), банкарски чиновник
- Драгутин Гуца Поповић (1903-1985), каменорезац
- Александар Тане Николић (1924-1988), стоматолог
- Милорад Мика Милосављевић (1922-1991), наставник
- Јован Јоле Рајковић, редитељ из Пожаревца
- Љубица Јовановић (1917-), учитељица
- Милица Здравковић (1914-1996), Наставник
- Бранислав Лазић (1929-2010), професор књижевности
- Миодраг Мага Милановић (1947-), режисер
- Петар Пејаковић , режисер
- Живота Савић, наставник
- Миленко Заблаћански, глумац
- Оливера Викторовић, глумица
- Драгана Мркић, глумица
- Весна Станковић, глумица
- Милош Јагодић, режисер

## Представе
- 1908-1912. Девојачка клетва (непознат аутор), Ђидо (Јанко Веселиновић, Драгомир Брзак), Смрт цара Лазара (аутор и режија Живко Ђорић), На селу и прелу (непознат аутор), Кнез Иво од Семберије (Иво Војновић), Хасанагиница (Алекса Шантић), Хајдук Станко (Јанко Веселиновић), Поп Ћира и поп Спира (Стеван Сремац), Ивкова слава (Стеван Сремац)
- 1919. Сестрински венац (аутор и режија Живко Ђорић), На пролому (непознат аутор)
- 1920. Хајдук Станко (Јанко Веселиновић), Данак у крви (непознат аутор), Кад кнез зида Горњак у клисури (аутор и режија Живко Ђорић), Ђидо (Јанко Веселиновић, Драгомир Брзак), Молитва (неопознат аутор)
- 1924. Хајдук Станко (Јанко Веселиновић, режија Милан Орловић, првак Драме Загребачког казалишта))
- 1926. Под маглом (непознат аутор), Хеј, Словени (непознат аутор)
- 1927. Честитам (Коста Трифковић), Девојачка клетва (непознат аутор), Сеоски лола (Тот)
- 1928. Народни посланик (Бранислав Нушић)
- 1929. Протекција (Бранислав Нушић)
- 1930. Сумњиво лице (Бранислав Нушић), Аналфабета (Бранислав Нушић), Општинско дете (Бранислав Нушић)
- 1931. Зулумћар (Светозар Ћоровић), Кнез Иво од Семберије (Иво Војновић)
- 1932. Хасанагиница (Алекса Шантић, режија Жика С. Миловановић)
- 1933. Хајдук Станко (Јанко Веселиновић), Кад кнез зида Горњак у клисури (аутор и режија Живко Ђорић), Коштана (Борисав Станковић)
- 1934. Вила над Горњаком (Живко Ј. Ђорић)
- 1935. Сестрински венац (аутор и режија Живко Ј. Ђорић), Ирена и певач (аутор и режија Живко Ј. Ђорић)
- 1936. Циганске игре (колаж са играма, режија учитељица Роса Кнежевић)
- 1937. Цар Ћира (Бранислав Нушић)
- 1941. Београд некад и сад (Јован Стерија Поповић, режија Рајко Селинкић)
- 1942. Ђидо (Јанко Веселиновић - Драгомир Брзак), Хајдук Станко (Јанко Веселиновић), Коштана (Борисав Станковић)
- 1943. Звонар Богородичне цркве у Паризу (Виктор Иго)
- 1946. Зелена грана (непознат аутор), Ревизор (Николај Гогољ)
- 1947. Покојник (Бранислав Нушић), Хајдук Станко (Јанко Веселиновић)
- 1948. Београд некад и сад (Јован Стерија Поповић), Бели се усамљено једро (Валентин Катајев)
- 1949. Руско питање (режија Жика С. Миловановић)
- 1950. Народни посланик (Бранислав Нушић, режија Жика С. Миловановић)
- 1950. Коштана (Борисав Станковић), Госпођа Министарка (Бранислав Нушић, режија Бранко Лазић)
- 1950. Аџија (претпоставља се да је аутор Б. Нушић) , Ватра и пепео (Мира Пуцова, режија Бранко Лазић)
- 1950. Покондирена Тиква (Јован Стерија Поповић, режија Бранко Лазић)
- 1951. Господин Фодор (аутор непознат, Федра (Расин, режија Бранко Лазић))
- 1951. Власт (Бранислав Нушић)
- 1951. Избирачица (Коста Трифковић)
- 1952. Покондирена тиква (Јован Стерија Поповић, режија Александар Тане Николић),
- 1952. Операција (Мира Пуцова, режија Бранко Лазић)
- 1952. Уображени болесник (Молијер, режија Александар Тане Николић)
- 1953. Смрт трговачког путника (Артур Милер, режија Александар Николић-Тане)
- 1954. Зулумћар (Светозар Ћоровић), Антигона (Софокле, режија Бранко Лазић)
- 1954. Зулејка (босанска робиња, режија Пјер Тошић, Ж. С. Миловановић)
- 1954. Шума (Николај Островски, режија А. Николић)
- 1954. Заједнички стан (Драгутин Добричанин, режија А. Николић)
- 1955. Хајдук Станко (Јанко Веселиновић, режија Пјер Тошић)
- 1957. Станоје Главаш (Ђура Јакшић, режија Александар Николић),
- 1958. Сирано де Бержерак (Е. Ростан),
- 1957. Ћелава певачица (Ежен Јонеску, режија Бранко Лазић)
- 1958. Сеоски лола (Тот, режија Жика С. Миловановић)
- 1959. Хамлет (Виљем Шекспир, режија и адаптација Бранко Лазић)
- 1959. Сумњиво лице (Бранислав Нушић, режија Драгутин Гуца Поповић)
- 1959. Зона Замфирова (Стеван Сремац, режија Александар Николић),
- 1959. Сид (Корнеј, режија Бранко Лазић)
- 1959. Мачка на усијаном лименом крову (Тенеси Вилијамс, режија Александар Тане Николић)
- 1960. Мртви без почасти (Жан Пол Сартр, режија и адаптација Бранко Лазић)
- 1960. Ожалошћена породица (Бранислав Нушић, режија Бранко Лазић)
- 1960. Коштана (Борисав Станковић, режија Жика С. Миловановић)
- 1960. Ђидо (Јанко Веселиновић, режија Жика С. Миловановић)
- 1960. Шарена лопта (непознати аутор)
- 1963. Хајдук Станко (Јанко Веселиновић, режија Жика С. Миловановић)
- 1965. Сви моји синови (Артур Милер, режија Александар Николић)
- 1967. Коштана (Борисав Станковић, режија Жика С. Миловановић)
- 1973. Матура (Ладислав Фодор, режија Миодраг Мага Милановић)
- 1974. Поздрави неког (Весна Огњеновић-Будимир Нешић, режија Миодраг Мага Милановић)
- 1975. Покондирена тиква (Јован Стерија Поповић, режија Миодраг Мага Милановић)
- 1976. Хитлер у партизанима (Фадил Хаџић, режија Јован Јоле Рајковић)
- 1977. Васа Железнова (Максим Горки, режија Александар Николић)
- 1978. Док црвена јесен друмовима хода (Звездана Шарић, режија Александар Тане Николић)
- 1979. Др (Бранислав Нушић, режија Александар Тане Николић)
- 1986. Чудо у Шаргану (Љубомир Симовић, режија Живота Савић)
- 1987. Мрешћење шарана (Александар Поповић, режија Живота Савић)
- 1988. Клаустрофобична комедија (Душан Ковачевић, режија Живота Савић)
- 1993. Кус петлић (Александар Поповић, режија Миодраг Мага Милановић)
- 1994. Ближи небу (Жељко Хубач, режија Миодраг Мага Милановић)
- 1997. Љубинко и Десанка (Александар Поповић, режија Живота Савић)
- 1997. Пуњене тиквице (Соња Домазет, режија Петар Пејаковић)
- 1998. Ковачи (Милош Николић, режија Живота Савић)
- 2000. Емигранти (Станислава Мрожека, режија Верица Милошевић, представа доведена до краја, али није играна)
- 2001. Лаки комад (Небојша Ромчевић, режија Милош Јагодић)
- 2003. Зар и ти, сине Драгче (Рон Кларк, Сем Бобрик, режија и адаптација Милош Јагодић)
- 2005. Како смо волели друга Тита (Златан Дорић, режија Милош Јагодић)
- 2005. Лајање на звезде (Милован Витезовић, режија Весна Станковић)
- 2006. Пуковник птица (Христо Бојчев, режија Милош Јагодић)
- 2006. Лина тврђа од камена (Јован Д. Петровић, режија Ивана Богићевић-Леко)
- 2009. Пробуди се Като (Адаптација и режија Милош Јагодић)
- 2010. Ближи небу (Жељко Хубач, режија Миодраг Мага Милановић)
- 2011. Балкански Шпијун (Душко Ковачевић, адаптација и режија Милош Јагодић)
- 2013. Народни посланик (Бранислав Нушић, адаптација и режија Милош Јагодић)
- 2014. Ухваћен у мрежу (Реј Куни, адаптација и режија Бранислав Недић)
- 2015. Човек са два срца ( текст, адаптација и режија Саша Латиновић)

## Репертоар
- Пуковник птица по тексту Христа Бојчева у режији Милоша Јагодића, играју: Добривоје Петровић, Мирослав Живадиновић, Љубомир Денић, Срђан Мичић, Зоран Богићевић, Сузана Станковић, Саша Душановић, Јован Петровић, Владислав Макиш
- Ближи небу по тексту Жељка Хубача у режији Миодрага Маге Милановића, играју: Добривоје Петровић, Мирослав Живадиновић, Љубомир Денић, Зоран Богићевић, Сузана Станковић, Јован Петровић, Марија Родаљевић
- Како смо волели друга Тита по тексту Радосава Златана Дорића у режији Милоша Јагодића, играју: Добривоје Петровић, Мирослав Живадиновић, Љубомир Денић, Сузана Станковић, Миодраг Лукић
- Балкански шпијун по тексту Душана Ковачевића, режија Милош Јагодић, играју: Добривоје Петровић, Мирослав Живадиновић, Сузана Станковић, Љубомир Денић, Марија Родаљевић, Јован Петровић
- Народни посланик по тексту Бранислава Нушића, режија Милош Јагодић, играју: Добривоје Петровић, Љубомир Денић, Сузана Станковић, Мирослав Живадиновић, Милица Илић, Марија Родаљевић, Јована Катић, Никола Угриновић, Зоран Богићевић, Перица Богосављевић, Микица Лукић, Јован Петровић, Иван Јовановић

## Занимљивости
- Позориште Бата Булић је 25.маја 2012. обележило веома значајен и редак јубилеј, не само за аматерска него и за професионална позоришта, наиме, тога дана, уз присуство многобројних гостију, представа Како смо волели друга Тита одигра на је по 100. пут. Ово је била и прилика да се актерима уруче и пригодна признања. Јубилеј је пропраћен и пригодном књигом Тито 100. пут, аутора Јована Д. Петровића.